# Lorelei, la sorcière du Pacifique
Pour les articles homonymes, voir Lorelei (homonymie).
Pour plus de détails, voir Fiche technique et Distribution.
Lorelei, la sorcière du Pacifique (ローレライ, Rōrerai) est un film japonais réalisé par Shinji Higuchi, sorti en 2005. Figurant avant tout comme un film d'action, de drame et de science-fiction, il appartient également au deux sous-genre du film de sous-marins et de guerre, ayant leurs propres références et leurs propres codes.
Le film est l’adaptation directe du roman Shūsen no Rōrerai (終戦のローレライ) d’Harutoshi Fukui (ja), scénariste et nouvelliste japonais âgé de 56 ans. Incrustant le style narratif fictionnel d’un « et si » dans le passé sombre d’une des catastrophes historiques la plus marquante et violente, l’adaptation de Lorelei est aussi bien un témoignage dramatique des pertes de la Seconde Guerre mondiale qu’un clin d’œil aux scénarios et aux styles des mangas modernes. Ce double statut à la fois filmique et littéraire fait de Lorelei, au moment de sa sortie, un des plus grand succès du cinéma au Japon.
Lorelei met en avant le contexte historique bien précis des derniers mois de la Seconde Guerre mondiale au Japon tels qu’ils sont vécus dans le milieu de l’affrontement maritime entre l'armée japonaise et l'armée américaine. L’héritage de la technologie nazie, célèbre pour ses innovations d’armement, de fusée et de soutien logistique dans le cadre de l’usage militaire joue un rôle dominant dans le film. Le sous-marin l-507 peut potentiellement faire référence à l’Unterseeboot 507 (U-507), un sous-marin allemand utilisé par la Kriegsmarine entre 1935 et 1945. L’aviation américaine est également représentée avec la référence directe au Boeing B-29 Superfortress, bombardier lourd quadrimoteur dont le premier vol est daté au 8 mai 1944.
Le film retrace, sous les eaux troubles de l’Océan pacifique, l’histoire de la première bombe atomique d’Hiroshima de 1945. À un moment où la survie du Japon importe plus que tout et où toute onde d’espoir a disparu, le capitaine Asakura, personnage pragmatique et désillusionné de haut rang militaire, remet entre les mains de Shin’ichi Masami, le « capitaine froussard » la mission vitale d’arrêter la prochain bombardement atomique prévue par l’armée américaine. Pour se faire, Shin’ichi se voit attribuer la direction du sous-marin l-507, considéré par Asakura comme un chef-d’œuvre de la science nazie qui permettra de sauver la Japon de l’annihilation. Dès lors, Shin’ichi embarque à bord du « système Lorelei », une technologie infaillible héritée du nazisme lui-même et construit sous l’influence du Surcouf français, dont l’apport a contribué au développement des performances de sous-marins canonniers dans le but de maximiser une force navale importante. En ce sens, ne pas sauver le Japon n’est aucunement une option. Survivre signifie ne pas abandonner. Voici l’ambiance sinistre dans laquelle sont plongés « le capitaine froussard » et son équipage.

## La légende de Lorelei
Lorelei est principalement connu comme étant un rocher situé au-dessus du Rhin, mais dans le cadre du film d'Higuchi, le recours à la légende de Lorelei fait écho à la mythologie germanique et plus précisément à la nymphe Lorelei : "la belle et mélancolique sirène dont les chants ont charmé bon nombre de bateliers passant en contrebas." Elle incarne une figure féminine de décpetion amoureuse et de beauté fatale, dont même les hommes les plus insensibles à l'amour ne sauraient lui résister et fait ainsi également référence indirectement aux sirènes de la mythologie grecque.
Dans Lorelei, la sorcière du Pacifique, c'est avant tout le chant de la nymphe qui est conservé. Il est incarné à travers le personnage de Paula Atsuko Ebner, femme aux pouvoirs divers cachée secrètement à bord du l-507. Sa mélodie apparait dès le début du film, ce qui souligne rapidement l'aspect envoutant, irrésistible de la voix douce et délicieuse qu'évoque la nymphe Lorelei. Dans le film, le chant de Paula, dont le refrain "Schlaf ein" (endors toi) retentit dans les profondeurs imperceptibles du Pacifique, semble occuper une double fonction. Premièrement, à l'image d'une sorcière qui ensorcèle et séduit, le chant conserve de manière fidèle à la mythologie germanique un côté perturbateur, déstabilisateur, même mystique qui trouble. À cet égard, le film cite explicitement Lorelei comme une légende, et plus précisément comme la légende de "la sorcière Lorelei" (Lorelei, la sorcière du Pacifique: 00:03:16). Cet aspect sorcier sera évoqué de manière assez critique par les soldats américains, qui ne parviendront pas toujours à comprendre comment l'ennemi peut leur résister, ce qui renforce l'idée d'un certain pouvoir "magique" étant justement représenté par la force et la puissance du système Lorelei. À la même image que la nymphe, le l-507, représenté par ce système infaillible, mène l'ennemi à sa perte en le faisant sombrer. Deuxièmement, la présence du chant peut également s'entendre comme une douceur, une sorte de baume au cœur qui soigne les tristesses et les déchirures émotionnelles des soldats sans cesse confrontés aux conditions désastreuses et inhumaines de la guerre. En ce sens, deux interprétations majeures peuvent se lire grâce à la référence mythologique de Lorelei, réinterprétée à travers la figure féminine de Paula : une véritable force envoutante capable de détruire ainsi qu'une manifestation d'un réconfort, d'une aide sans jugements. Dans les deux cas, la référence à la nymphe est pertinente puisque cette dernière recourt généralement à son chant pour réconforter avant de faire sombrer. En 1801, Clemens Brentano, poète à qui la légende de Lorelei aurait été attribuée, aurait inventé ce personnage pour symboliser l’amour passionnel dans la littérature germanique. Dans son écriture, Lorelei est décrite comme "une sorcière, belle et délicate, conduisant bien des hommes au déshonneur, pris dans les filets de l'amour."

## Synopsis

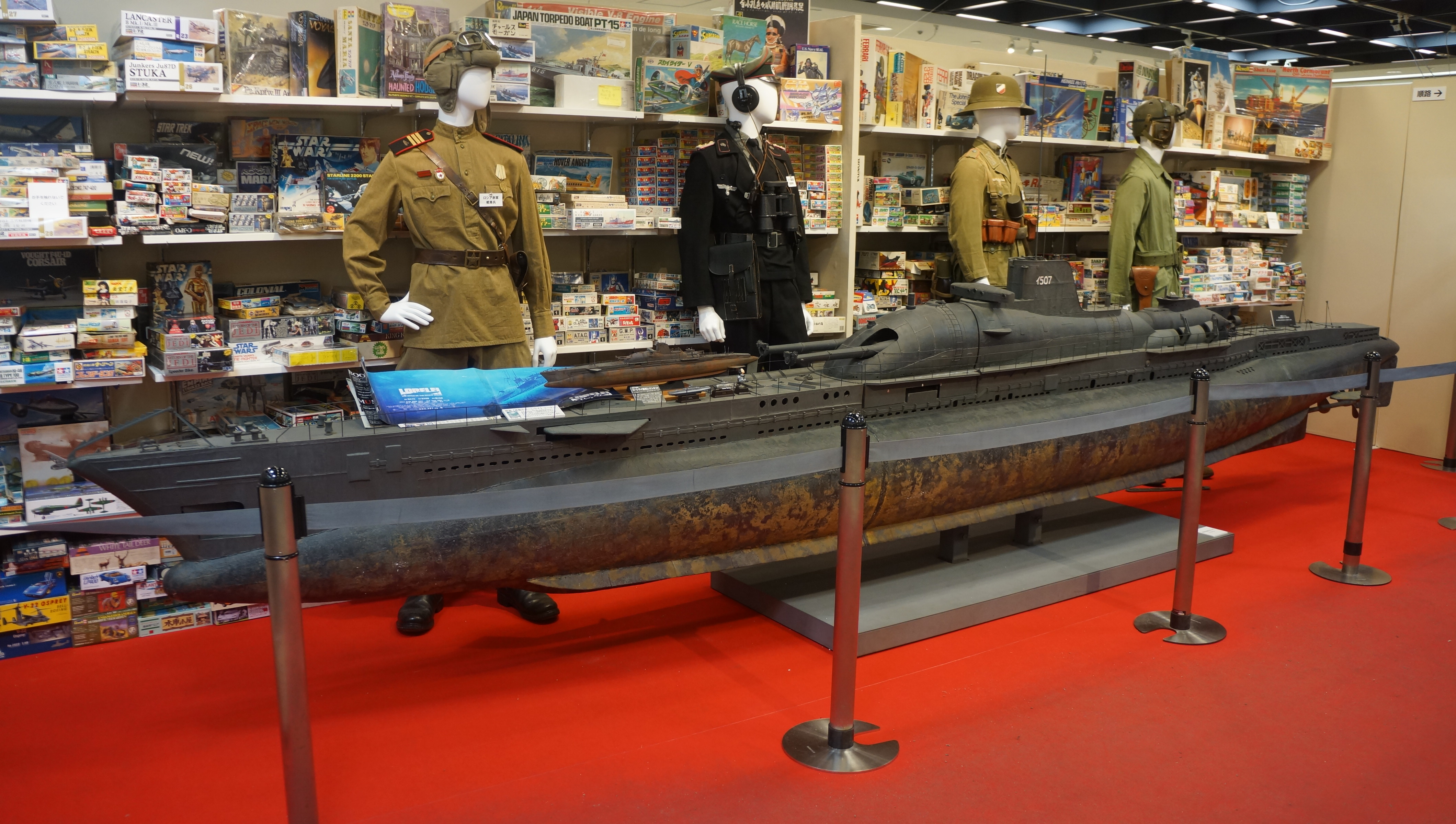
Maquettes du I-507. Basé sur le sous-marin français Surcouf.

Le 6 août 1945, un B-29 américain lâche la première bombe atomique sur la ville d'Hiroshima.
Face à cette nouvelle menace, le capitaine Asakura confie une mission de la plus haute importance à Shin'ichi Masami, surnommé le « Capitaine Froussard », un marin à terre depuis plus de trois ans à cause de sa réputation, héritée de son refus d'appliquer les « tactiques suicides » des kamikazes. Il précède alors sa demande par une question bien précise. Il souhaite en effet savoir si Shin’ichi a lu Crime et châtiment, le plus célèbre livre de l’auteur russe Dostoïevski. Par-là, Asakura semble le sensibiliser à la mort et même plus précisément, au potentiel choix du suicide. Il lui explique également l’importance vitale de cette mission : si la bombe d’Hiroshima n’était qu’une démonstration pour les Américains et qu’ils ont encore plus de ressources, alors le Japon sombrera.
Masami se voit alors confier le commandement d'un sous-marin ultra-perfectionné, le I-507 (inspiré du Surcouf français), ramené d'Allemagne par une équipe de scientifiques, et plus précisément par l'expert Takasu Narumi. À bord du sous-marin, Shin’ichi prend la parole et explique à son équipage que la survie du Japon est désormais entre leur main. Le submersible dispose à son bord d'une arme héritée des nazis, le « système Lorelei », ainsi qu'une jeune femme allemande télépathe, Paula. Sa mission, trouver le vaisseau qui achemine la prochaine bombe atomique et l'empêcher de mener sa tâche à bien.
Après le second bombardement sur Nagasaki, une tentative de mutinerie a lieu. Asakura désespéré des autorités militaires qui ne voient pas la souffrance des hommes sur le front a prévu de livrer le sous-marin aux États-Unis qui eux doivent bombarder Tokyo et détruire ainsi le gouvernement japonais. Masami réussi à maitriser la situation et il veut à tout prix empêcher un troisième bombardement atomique sur Tokyo. Pour se faire, Lorelei incarnera plus que jamais la figure de l'espoir du Japon.

## Fiche technique
- Titre original : ローレライ (Rōrerai?)
- Titre français : Lorelei, la sorcière du Pacifique
- Réalisation : Shinji Higuchi
- Scénario : Satoshi Suzuki, d'après un roman de Harutoshi Fukui (ja)
- Photographie : Akira Sakō (ja)
- Montage : Hiroshi Okuda (ja)
- Décors : Takeshi Shimizu (ja)
- Musique : Naoki Satō
- Effets spéciaux : Tôru Suzuki
- Pays d'origine :  Japon
- Langue originale : japonais
- Format : couleur - 35 mm - 2,35:1 - Dolby Digital
- Genre : action, drame, science-fiction
- Durée : 128 minutes
- Budget : 2, 4 milliards ¥
- Date de sortie :
  - Japon : 5 mars 2005[2]

## Distribution
- Kōji Yakusho : Shin'ichi Masami
- Satoshi Tsumabuki : Origasa Yukito
- Toshirō Yanagiba : Toshiro Kizaki
- Yū Kashii (ja) : Paula Atsuko Ebner
- Shin'ichi Tsutsumi (ja) : Ryokitsu Asakura
- Ken Ishiguro (ja) : Takasu Narumi

## Production
Le film aurait potentiellement pu être réalisé en parties dans les studios Toho à Tokyo.

## Réception critique
Dans sa globalité, 66% des utilisateurs ont aimé Lorelei, mais certaines critiques semblent assez opposées et dépeignent des appréciations diverses vacillant d’une interprétation majoritairement pessimiste à une analyse plutôt positive. En effet, même si le film a fait carton plein au Japon au moment de sa sortie, il reste à plusieurs égards un "film décevant" qui ne satisfait que très peu du point de vue des attentes cinématographiques, notamment en ce qui concerne la fiction et son affiliation au récit historique de la Seconde Guerre mondiale. En somme, les discordes portent largement sur le genre cinématographique du film, qui figurant comme œuvre fictionnelle, est avant tout un récit de guerre qui ne parvient que très peu à concorder avec une réalité vécue. Interviennent alors de nombreuses discussions qui font de Lorelei, la sorcière du Pacifique une sorte de "mélange" des genres cinématographiques.
- Accueil négatif : parmi les points qui posent problème figurent premièrement la durée du film, jugée trop longue et traversée par une apparente dimension cliché des personnages ("le vilain scientifique, le jeune premier qui veut donner sa vie à la patrie, le méchant haut-commandement...")[4]. Les effets spéciaux ne sont pas non plus épargnés et semblent trop inégaux d'un point de vue de leur répartition et sont considérés par moments comme "grossiers et peu esthétiques."[5] D'un point de vue plus extérieur, la relation entre Paula et Yukito est questionnable. Elle est considérée par certaines critiques comme "une romance indigeste[6]", tandis que pour d'autres, la présence d'un lien amoureux ajoute une dimension émotionnelle et allège l'atroce inhumanité de la guerre. De plus, le projet (audacieux) de Shinji Higuchi à réaliser un film départagé entre trois genres cinématographiques suscite aussi quelques remarques :  "l’aspect science-fiction est tout simplement ridicule et tombe comme un cheveu sur la soupe."[6] Lorelei, la sorcière du Pacifique, en étant un film qui retrace avant tout une histoire de guerre, semble ainsi avoir fait l'objet d'un retour mitigé et peu convaincant sur son caractère fictionnel. De plus, d'autres critiques interprètent le contexte historique du film comme paramètre suffisant à classer Lorelei comme film d'horreur, alors que ce genre cinématographique n'est pas mentionné pour l'élaboration du projet. Dans cette optique, Lorelei, la sorcière du Pacifique serait "un film d'horreur basé sur des faits historiques et combiné à la fiction, d'ailleurs pas trop mal pour un film d'horreur sous-marin"[7]. À l'égard du genre cinématographique, ce qui est reproché au film est de vaciller maladroitement entre différents genres, notamment la guerre, la science-fiction et l'histoire. Cette fusion des genres est présentée comme un élément perturbateur qui réduit l'expérience immersive dans l'univers du film, notamment en raison du point de vue historique. En effet, bien que Lorelei retrace un événement historique reconnu à l'échelle planétaire, certaines critiques pensent que le contexte de la Seconde Guerre mondiale n'est pas suffisamment détaillé et peut sembler à certains égards comme un manque de clarté, voire de réalisme, ce qui réduit dès lors la vraie portée dramatique de l'œuvre.
- Accueil positif : bien que le film ait été critiqué à plusieurs égards, il a également su séduire par son atmosphère unique, ses tons gris-bleus et son immersion au sein de l'Océan Pacifique. Cet aspect est considéré comme contribuant à une expérience unique au sein d'un univers captivant, oscillant entre la guerre et la science-fiction. Si la relation entre Paula et Yukito a pu faire l'objet de nombreuses critiques, elle est aussi bien accueillie car elle contribue à donner un aspect émotionnel en plus, ce qui la rend dès lors émouvante. Dans les éléments qui ont également touché les spectateurs, figure l'exploitation des thèmes de l'humanité et du sacrifice. Cette dimension est particulièrement visible au travers de certaines personnages, qui confrontés à la guerre, n'ont comme seul objectif de sauver leurs pays d'une destruction massive et incarnent dès lors le dernier espoir du Japon.

## Description des personnages
Shin’ichi Masami ou « capitaine froussard ». Il incarne le protagoniste principal, un homme d’autorité militaire et capitaine du l-507. Drastiquement opposé à la conception kamikaze du suicide comme stratégie, il est démuni de ses fonctions depuis trois ans, ce qui suscite une certaine méfiance, voire une haine de la part de son équipage. Lors de l’épisode de la mutinerie, il est forcé par l’expert Takasu de se rendre à la flotte américaine, chose qu’il refuse et qui permet de souligner d’une part un dilemme moral départagé entre le devoir militaire et la préservation de la vie humaine, d’autre part sa vision humaniste et stratégique de ne pas céder à la volonté de l’ennemi, incarné à la fois par l'armée américaine et les traitres de son équipage. Masami apparait d’abord comme un personnage fermé, qui ne se livre que très peu. Au moment de la mutinerie, sa « vraie » nature semble se révéler beaucoup plus clairement. Il est un capitaine de parole : son devoir, autant militaire que moral, est de sauver le Japon de la destruction et rien ne le déviera de cette trajectoire. Masami apparaît également comme un personnage protecteur puisqu’au moment de l’assaut final, il refuse catégoriquement d’y mêler deux membres de son équipage : Origasa et Paula, deux des autres protagonistes contribuant à la survie du l-507.
Origasa Yukito. Il est un des membres de l’équipage, et apparait ainsi comme un protagoniste secondaire. La guerre a tué toute sa famille, la survie de son pays l’importe plus que tout. À cet égard, Yukito incarne la trajectoire d’un jeune soldat volontaire, animé par un sens du devoir et de patriotisme profond. C’est par ailleurs lui qui, lorsqu’errant sans permission la nuit, découvre Paula. Sa rencontre avec la jeune femme va marquer un tournant dans l’attitude du personnage, qui apparaissant d’abord comme intransigeant sur les manières de mener la guerre, fera preuve de certaines remises en question quant à ses convictions initiales, notamment celle concernant la question du suicide kamikaze. Son histoire d’amour naissante avec Paula ajoute une dimension émotionnelle au récit en faisant de lui un soldat inquiet de la survie de la jeune femme et faisant tout son possible pour la protéger.
Toshiro Kizaki. Il incarne le chef d’artillerie et évoque l’image d’un personnage froid, ferme, voire menaçant. Initialement rangé du côté de Masami en ce qui concerne le recours aux méthodes kamikaze, il participera à la mutinerie menée par l’expert Takasu et apparaîtra dès lors comme un traitre. Kizaki justifie son acte en rappelant au capitaine Misaki qu’ils partagent un lien commun, celui d’une ancienne guerre menée dans les îles du Sud où la mort s’imposait comme seule issue. Kizaki représente dès lors la figure d’un soldat rongé par le souvenir et la haine avec comme seul objectif une sorte de vengeance à l’égard de ceux qui ne l’ont pas aidé dans son passé si douloureux. Néanmoins, c’est aussi un personnage dont l’humanisme refera surface lorsque l’expert Takasu, dépassé par les événements, tentera d’abattre Paula. L’acte est jugé comme inhumain aux yeux de Kizaki, c’est pourquoi il tue l’expert d’un coup de feu dans la poitrine.
Paula Atsuko Ebner. Elle incarne le cœur du système "Lorelei", elle est la source de sa force. La jeune femme est d’abord gardée secrète car, d’après une certaine rumeur nazie quant à la possibilité des modifications humaines, elle incarne une forme d’habilité et de pouvoir qui ne saurait être dévoilée. Apparaissant dès lors comme la représentation anthropomorphe du système technologique Lorelei, la mission pour le capitaine Masami est de préserver son existence à l’abri de tout chaos. Paula vient d’Allemagne, elle porte sur sa main droite l’inscription d’un code-barre faisant probablement allusion au nazisme telle qu’elle l’a vécu dans son enfance sous le règne d’Hitler et également aux expériences scientifiques visant une modification humaine. (Dans le film, Paula se souvient de ces expériences lorsqu'elles étaient testées sur un petit garçon. Il est difficile de définir avec précision le statut exact de ce petit garçon puisqu'il n'apparait qu'une seule fois, mais il n'est pas impossible d'imaginer qu'il s'agit d'un ami d'enfance ou même du petit frère de Paula. Néanmoins, ce point resterait à éclaircir ). À cet égard, Paula peut apparaitre comme un prototype d’expérimentation scientifique, investi dans un système technologique de guerre de haute puissance tirant son infaillibilité d’une source précisément humaine. Le personnage de Paula permet ainsi de représenter la douleur, la torture d’un passé mis entre les mains de l’ordre politique nazi, ainsi que l’espoir qu’elle incarne pour la survie du Japon, notamment dû au fait qu’elle puisse voir l’avenir et prévenir d'une attaque.
Ryokitsu Asakura. Il est un haut responsable militaire, qui à la suite d’Hiroshima, place la survie du pays à bord du l-507. Apparaissant d’abord comme une figure droite et remplie de convictions, l’intensification de la guerre et des souffrances humaines n’est pour lui plus supportable et le motive dès lors à livrer le l-507 aux Américains dans le but de mettre fin au conflit. Son suicide, plus précisément désigné par l'acte du hara-kiri, peut se lire comme un acte de désespoir et de rébellion silencieuse contre un système militaire aveugle aux souffrances humaines. Asakura incarne donc une figure du soldat torturé, tiraillé entre devoir et conscience. C’est par son personnage que le film aborde une thématique centrale et commune au cinéma du genre guerrier : la confrontation entre l’humanité et la machine de guerre.
Takasu Narumi. Il joue le rôle d’un expert ayant ramené le sous-marin l-507 de l’Allemagne. Jusqu’à la scène de la mutinerie, son personnage embrasse parfaitement les formalités expertes de son métier, c’est en effet lui qui détient les clés du savoir du système. La mutinerie marque un changement majeur dans l’attitude de son personnage en le pointant comme un traitre, expert d’une machinerie bien réfléchie dont le but est de se rendre aux Américains et de les laisser mener leur mission à bien dans le but de mettre fin au conflit qui oppose le Japon et les États-Unis.

## Pistes d'analyse
"Les créatures des profondeurs n'ont pas d'yeux, car la lumière du soleil n'atteint jamais leur monde. Dans cette obscurité infinie, la mort et le silence règnent. Pourtant, elles survivent en nourrissant la lumière résistante de l'« espoir »." Le film s’ouvre sur cette citation et est accompagnée d’une image d’un sous-marin, bravant rapidement et vaillamment les eaux du Pacifique. Cette scène d’ouverture se poursuit par la prise de parole d’un ancien soldat racontant la légende de la sorcière du Pacifique. Il rajoute que ce qui est certain, c’est qu’à la fin, tout ce qui serait entendu est un chant magnifique, puis plus rien. Au moment de prononcer le mot « sorcière », le titre du film apparait : tout est sous l’eau, une musique sombre et menaçante est joué. Une telle ouverture plonge directement le spectateur dans une ambiance trouble, mystérieuse tout en soulignant la référence mythologique du chant de Lorelei comme arme d’une sorcellerie, représentée par l’infaillibilité du sous-marin l-507. Dès lors, de nombreuses scènes sont particulièrement intéressantes du point de vue de l’analyse cinématographique. En voici quelques-unes des plus marquantes :
Scène du début. Lorsqu’Asakura explique au capitaine Masami les enjeux liés à sa mission, l’accent est mis sur le contexte historique de la Seconde Guerre mondiale. Le dialogue entre les deux hommes, accompagné d’une musique héroïque, témoigne de la situation de survie dans laquelle est plongée le Japon. Tous les défis sont ainsi rapidement montrés à l’écran : sauver le Japon, retrouver ce que l’espoir signifie, faire preuve de patriotisme. Les thématiques de l’espoir, du dévouement aussi militaire que moral et du patriotisme apparaissent à cet égard comme de réels fils conducteurs à la suite de l’intrigue.
Découverte de Paula. Paula est une figure non négligeable dans le film puisque c’est elle qui caractérise le cœur du système du l-507 ("le cœur du système Lorelei est un humain", Lorelei, la sorcière du Pacifique - 34 : 31 : 00) Au moment où Yukito la découvre, son premier réflexe est de vouloir se cacher, de rester à l’abri. Pourtant, à ce même instant, l’armée américaine est prête à bombarder le sous-marin. C’est dans cette scène qu’est exploité premièrement le lien entre la technologie nazie du l-507 et sa dépendance à la force physique de Paula. D’ailleurs, l’attaque ne tourne pas comme prévu pour ceux qui l’avaient initiée puisque les soldats américains sont mis au parfum de la légende d’une sorcière, représentée à cet instant par l’armée sous-marine japonaise. Ils constatent à cet égard avec déception que leur attaque n’a causé aucun dommage au l-507, ce qui parait impossible et peu croyable. Cette scène grossit donc encore plus la référence mythologique de Lorelei sans pour autant en exploiter encore tous les possibles, ce qui suscite toute une interrogation autour de l’intrigue du film : quel est ce lien si intime entre le l-507 et cette femme aux pouvoirs cachés ? Il est intéressant de remarquer que lors de l’attaque de cette scène, Paula est reliée physiquement au sous-marin par des câbles et finit par saigner. Il n’est ainsi pas impossible de penser que Paula incarne une métaphore humaine d’un cœur, dimension alors totalement adéquate avec le fait qu’elle représente le cœur du système Lorelei et que ces câbles qui la relie au l-507 sont des veines par lesquelles sa puissance, sa sorcellerie se transmet.
Mutinerie. Cette scène est centrale et marque un tournant dans le développement de l’intrigue du film puisque tout un retournement a lieu. Si le film débute avec une mise en avant du patriotisme évoquant les thématiques de l’espoir, d’un nouveau futur pour le Japon, ces dernières sont ici drastiquement représentées dans une conception inverse : elles se lisent en effet cette fois-ci à travers un coup monté, une trahison, un renversement du sens de devoir militaire et moral. L’attitude diverse des personnages permet de mettre en avant la déshumanisation propre à la guerre, qui par sa destruction et son atrocité sans limites retire à l’homme sa nature humaine. Ainsi, présenter cette scène en la dédoublant sur deux lieux n’est probablement pas un hasard puisqu’elle se déroule d’une part à bord du l-507, pris sous l’emprise de l’expert Takasu et dans un contexte d'assemblée politique, placé sous l’égide du discours du capitaine Asakura. Si Takasu apparait comme un véritable traitre avec l’ordre de remettre Lorelei entre les mains de l’armée américaine, il n’est pas possible d’en dire autant d'Asakura, qui pourtant suit cette même direction. La question du patriotisme est brûlante dans cette scène mais trouve deux interprétations différentes. Takasu incarne réellement l’image d’un traitre, presque allié aux forces ennemies américaines, qui agit égoïstement en présentant son acte comme inquiet pour le bien du Japon, alors qu'il agit très probablement avant tout pour son propre bien. Asakura apparait quant à lui comme un personnage désillusionné, déconnecté et prêt à s’ôter la vie tant le Japon qu’il a devant les yeux n’est plus celui de son passé. En ce sens, se suicider, et cette thématique du suicide kamikaze est omniprésente dans le film, n’est pas une manifestation d’un acte lâche mais bien celle d’un acte patriotique où le hara-kiri embrasse le sens profond de mourir pour sa patrie. En se suicidant, Asakura affirme clairement que son acte "marque le chemin d’un nouveau départ pour le Japon" (Lorelei, la sorcière du Pacifique, 01 : 18 : 15) À cet égard, la référence à Dostoïevski citée au début du film prend tout son sens. Asakura, par la question qu’il adressait à ce moment au capitaine Masami, voulait savoir qui le personnage de cette œuvre russe voulait vraiment tuer. Il se trouve qu’il ne voulait tuer personne d’autre que lui-même, ce que fait précisément Asakura.